# Mimosasallad

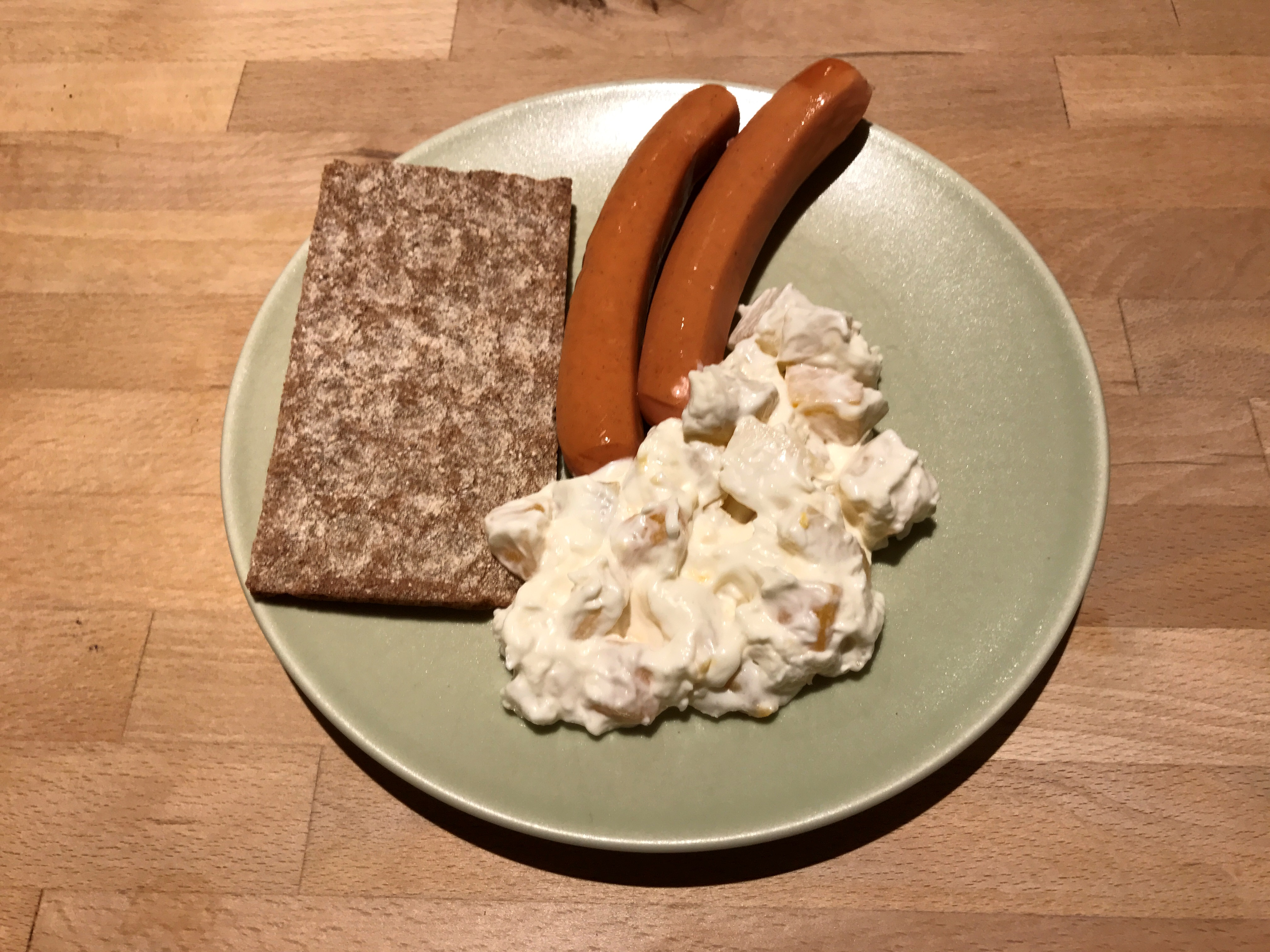
Mimosasallad med korv och knäckebröd.

Mimosasallad är en kall sallad som innehåller bland annat majonnäs och hackade grönsaker och frukter. 
Sammansättningen kan variera och den ryska som har mer av fisk och ost är vanligast utanför Norden. I Sverige innehåller den ofta fruktbitar och är en vanlig sås på julbordet men passar till alla kalla kött- och fågelrätter.

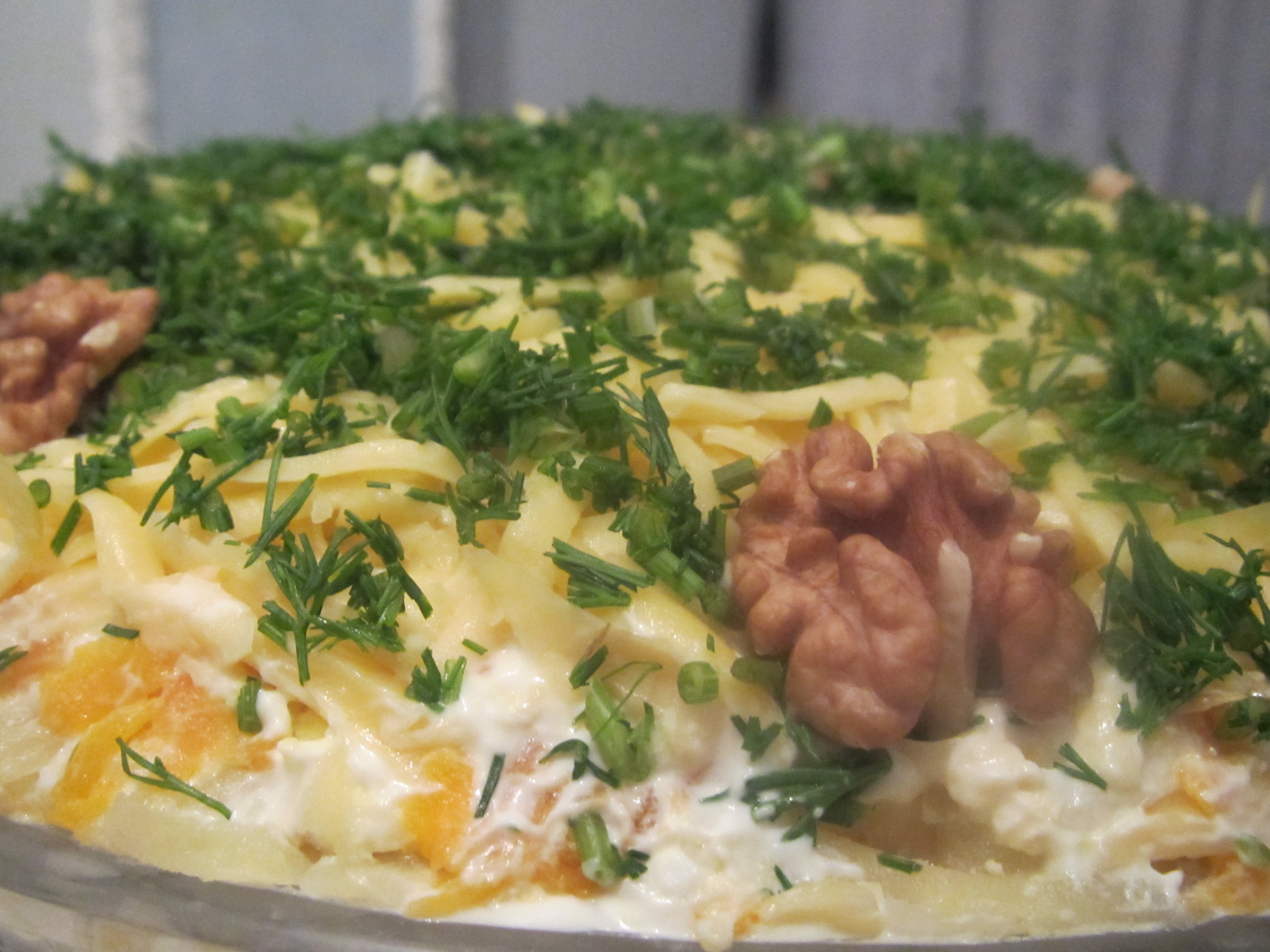
Rysk mimosasallad

Namnet mimosasallad kommer från salladens ursprungliga sammansättning, då den dekorerades med äggula och påminde om en gul mimosablomma i utseende. Det är numera vanligt att ingen äggula alls används i receptet.